# Super League 2023
La Super League de 2023 fue la 129.ª temporada del rugby league de Inglaterra y la vigésimo octava edición con la denominación de Super League.

## Formato
Los clubes se enfrentan en una fase regular de todos contra todos en condición de local y visitante, los seis equipos mejor ubicados al terminar esta fase clasificarán a la postemporada.

## Desarrollo

### Tabla de posiciones
| Pos. | Equipo               | Encuentros | Encuentros | Encuentros | Encuentros | Tantos | Tantos | Tantos | Puntos |
| Pos. | Equipo               | PJ         | PG         | PE         | PP         | F      | C      | Dif.   | Puntos |
| ---- | -------------------- | ---------- | ---------- | ---------- | ---------- | ------ | ------ | ------ | ------ |
| 1    | Wigan Warriors       | 27         | 20         | 0          | 7          | 722    | 360    | +362   | 40     |
| 2    | Catalans Dragons     | 27         | 20         | 0          | 7          | 722    | 420    | +302   | 40     |
| 3    | St Helens            | 27         | 20         | 0          | 7          | 613    | 366    | +247   | 40     |
| 4    | Hull Kingston Rovers | 27         | 16         | 0          | 11         | 589    | 498    | +91    | 32     |
| 5    | Leigh Leopards       | 27         | 16         | 0          | 11         | 585    | 508    | +77    | 32     |
| 6    | Warrington Wolves    | 27         | 14         | 0          | 13         | 597    | 512    | +85    | 28     |
| 7    | Salford Red Devils   | 27         | 13         | 0          | 14         | 494    | 512    | -18    | 26     |
| 8    | Leeds Rhinos         | 27         | 12         | 0          | 15         | 535    | 534    | +1     | 24     |
| 9    | Huddersfield Giants  | 27         | 11         | 0          | 16         | 473    | 552    | -79    | 22     |
| 10   | Hull FC              | 27         | 10         | 0          | 17         | 476    | 654    | -178   | 20     |
| 11   | Castleford Tigers    | 27         | 6          | 0          | 21         | 323    | 774    | -451   | 12     |
| 12   | Wakefield Trinity    | 27         | 4          | 0          | 23         | 303    | 742    | -439   | 8      |

|  | Clasificado a postemporada.    |
|  | Descendido a segunda división. |

### Postemporada

#### Finales de eliminación
| 29 de septiembre | Hull Kingston Rovers | 20 - 6 | Leigh Leopards |  |  |

| 30 de septiembre | St Helens | 16 - 8 | Warrington Wolves |  |  |

#### Semifinales
| 6 de octubre | Catalans Dragons | 12 - 6 | St Helens |  |  |

| 7 de octubre | Wigan Warriors | 42 - 12 | Hull Kingston Rovers |  |  |

#### Final
| 14 de octubre | Wigan Warriors | 10 - 2 | Catalans Dragons | Old Trafford, Mánchester |  |

| Bandera de Inglaterra  |
| Campeón Wigan Warriors |
| Vigésimo tercer título |